# Resolució 2034 del Consell de Seguretat de les Nacions Unides
La Resolució 2034 del Consell de Seguretat de les Nacions Unides fou adoptada per unanimitat el 14 de gener de 2012. Observant amb pesar la renúncia del jutge de la Cort Internacional de Justícia Awn Shawkat Al-Khasawneh, el Consell va decidir que en concordança amb l'Estatut de la Cort les eleccions per omplir la vacant s'efectuarien en una sessió del Consell de Seguretat i durant el proper període de sessions de l'Assemblea General.
Al-Khasawneh, jurista i exprimer ministre de Jordània, va començar a servir en la Cort el 6 de febrer de 2000 i va servir com a vicepresident entre 2006 i 2009.